# أكواروسا (سويسرا)
أكواروسا هي عاصمة مقاطعة بلينيو في كانتون تيتشينو في سويسرا.